# ویلیام هیوز (بازیکن فوتبال)
ویلیام هیوز (انگلیسی: William Hughes؛ زادهٔ ۱ ژانویهٔ ۱۸۶۵) بازیکن فوتبال اهل بریتانیا است.
از باشگاه‌هایی که در آن بازی کرده‌است می‌توان به باشگاه فوتبال لیورپول اشاره کرد.